# Nanà (film 1926)
Nanà è un film del 1926 diretto da Jean Renoir.

## Trama
Ambientato a Parigi negli anni del Secondo Impero, il film narra di Nana Coupeau, attrice di poco talento che sogna una vita migliore, lontana dai quartieri malfamati della città. Questa possibilità le viene data dall'incontro con il Conte Muffat, il quale, caduto vittima del fascino di Nanà sul palcoscenico durante la rappresentazione di La Blonde Venus al teatro del varietà, grazie alla sua influenza (egli è il Ciambellano dell'Imperatrice) riesce a farle ottenere il ruolo da protagonista nella successiva pièce. Lo spettacolo però è un totale insuccesso di pubblico e Nanà accetterà le lusinghe del conte e diventerà la sua amante, andando a vivere nel lussuoso appartamento che lui le fornisce.
L'incontro con il Conte di Vendreuves e suo nipote George Hugon, non porterà nulla di buono ed entrambi, vittime del fascino di Nanà, moriranno suicidi.
Alla fine del film Nanà si lascia andare alla disperazione e viene lasciata dal Conte Muffat. Rimasta sola, si ammala di vaiolo e muore tra le braccia del Conte che è tornato forse per dare allo spettatore un finale un po' meno amaro.

## Produzione
Il film nacque dall'incontro tra Renoir e Pierre Braunberger, allora direttore della sede francese della Paramount.

### Soggetto
Adattamento del romanzo del 1880 di Émile Zola, è il primo dei tre adattamenti cinematografici di un certo rilievo che si sono poi succeduti: uno diretto da Dorothy Arzner nel 1934 e uno diretto nel 1954 da Christian-Jaque. Oltre a questi, esistono anche due film italiani (uno del 1916 e uno del 1918), una versione messicana di Roberto Gavaldón e Celestino Gorostiza del 1944 con Lupe Vélez e una svedese del 1971 diretta da Marc Ahlberg.

### Cast
L'attrice che interpreta il ruolo della protagonista è la moglie di Renoir, Catherine Hessling, mentre la parte del Conte Muffat è interpretata dall'acclamato Werner Krauss, famoso per aver interpretato il Dottor Caligari nel film di Robert Wiene.
Il regista racconta: «Sono riconoscente a Werner Krauss per avermi fatto capire l'importanza degli attori. Lui mi piaceva molto e gli avevo chiesto di interpretare il ruolo del conte Muffat. La mia ammirazione risaliva ai tempi del Caligari. L'avevo visto anche in altri film e in una rappresentazione di Anitra Selvatica di Ibsen. La cosa che più mi impressionava in lui era la sua abilità tecnica, la sua conoscenza del trucco, l'utilizzazione di piccole particolarità fisiche. [...]
Dal punto di vista commerciale Nanà era destinato al fallimento, e questo a causa della personalità di Catherine Hessling. In Nanà ha spinto la stilizzazione agli estremi. Non era più una donna, era una marionetta. Uso il termine come un complimento. Purtroppo il pubblico non poté tollerare quella rielaborazione».
Alain Bergala su Cahiers du cinéma dedica uno spazio particolare a Catherine Hessling scrivendo che per onorare questa donna, quando ancora si chiamava Andrée Heuschling ed era stata l'ultima modella di suo padre Auguste, il regista decide di dedicarsi al cinema, per farne una star prima di tornare al suo atelier di ceramica. Per sopperire ai costi di produzione Jean Renoir vendette i quadri di suo padre e il fallimento del film fece dell'attrice il prototipo vivo, non solo sullo schermo, della femme fatale, di fatto. Nell'articolo viene citato, in quanto colpito dalla recitazione dell'attrice caratterizzata da una mobilità marionettistica e dalla velocità imprevedibile del topo, Jean-Luc Godard, nonché François Truffaut e Michel Simon. Renoir, nonostante lo scacco subito a livello economico, è attraverso la mediazione di questa donna che scoprirà la sua vera vocazione, scrive ancora Bergala.

### Riprese
Le riprese del film iniziarono la fine d'ottobre 1925 e si conclusero nel febbraio del 1926. I cinque mesi di lavorazione vennero distribuiti tra gli studi della Gaumont di Parigi e quelli della Grunewald di Berlino.

### Costi
Il costo del film fu esorbitante per via dell'acquisizione dei diritti del romanzo, del compenso di Werner Krauss e della realizzazione di scene complicate in set iperdecorati come quella del ballo e delle corse dei cavalli. I costi superarorono il milione di franchi, una cifra enorme per l'epoca. Renoir lo produsse quasi interamente con i suoi soldi, e l'insuccesso di pubblico che ne conseguì lo colpì duramente, costringendolo a vendere molte opere del padre per pagare i debiti contratti.

### Scenografia
Claude Autant-Lara, scenarista del film, allestì attorno alla regia".. una cornice scenografica sontuosamente decadente in cui l'autenticità si coniugava con la fantasia".

## Distribuzione
La prima del film si ebbe il 25 giugno 1926 presso l'Aubert-Palace, a Parigi.
Renoir racconta:
«L'anteprima di Nanà fu tumultuosa. L'avevo preparata con una campagna pubblicitaria. Molti manifesti con Catherine Hessling nei panni de suo personaggio ricoprivano i muri di Parigi. I giornali annunciavano l'evento con grande enfasi. Avevo affittato la sala del Moulin Rouge compresa la sua eccellente orchestra. La sala era stracolma. Gli spettatori appartenevano a due categorie nemiche. Da una parte i fautori del cinema classico che, senza sapere perché mi consideravano uno «sporco rivoluzionario». Dall'altra parte quelli del cinema d'avanguardia che egualmente, senza sapere perché, mi consideravano un ardito innovatore. La proiezione ebbe luogo tra fischi e grida animalesche, frammisti ad applausi calorosi. […]La presentazione di Nanà fu solo il preludio di quella che sarebbe stata la storia della mia carriera».

## Accoglienza

### Critica
Importante nel film di Renoir, come sottolineato da Noël Burch, è la questione del rapporto che s'instaura tra campo e fuori campo. Questo film infatti sembra porsi come modello teorico nella questione epistemologica che riguarda il rapporto tra ciò che è inquadrato (lo spazio in campo) e ciò che sta fuori-campo (costituito dai sei elementi: lo spazio dietro la macchina da presa, i quattro margini dell'inquadratura, e lo spazio nascosto dalla scenografia e dagli altri elementi del profilmico).
Innanzitutto, ciò che cerca di farci ragionare su questo rapporto sono le entrate e le uscite fuori-campo. L'intero film è costellato da entrate e uscite fuori-campo, lasciando parecchie immagini del campo vuoto prima e dopo. Inoltre, Renoir sembra essersi occupato anche dello spazio che sta dietro la macchina da presa e dietro la scena. Nel film abbondano scene dove i personaggi entrano o escono da porte situate nel mezzo dell'inquadratura, mentre, le uscite rasente la macchina da presa (assai più di quanto fosse consuetudine nel 1926) implicano una presa di coscienza dello spazio che sta dietro alla macchina da presa.
Infine, altri modi per implicare lo spazio fuori-campo utilizzati da Renoir sono lo "sguardo off", ovvero lo sguardo che fissa qualcosa che si trova oltre i confini dell'inquadratura e i personaggi che hanno una parte del corpo fuori-campo. Per questo lo spazio fuori-campo viene definito episodico o fluttuante e, insiste Burch, "concreto" o "immaginario". Pur con soltanto una "mezza dozzina" di movimenti di macchina, che in fondo hanno soltanto lo scopo di creare un'inquadratura fissa, in Nanà è la dialettica tra in-campo e fuori-campo a dare inizio a una funzione significativa dello spazio prima di molti film successivi (da quelli di Yasujirō Ozu e in genere di registi giapponesi, a quelli di Orson Welles, Robert Bresson, Michelangelo Antonioni ecc.)

## Le influenze cinematografiche
Il film, per ammissione dello stesso Renoir, fu realizzato sotto la diretta influenza di Femmine folli di Stroheim "..che aveva visto almeno dieci volte".

## Il personaggio
Renoir racconta:
«Una domanda fu posta, non senza aria di biasimo, al mio collaboratore Pierre Lestringuez e a me stesso: Perché siete stati tentati da Nanà, una delle opere più realiste, più violente, di Zola?
Abbiamo scelto Nanà in primo luogo in conseguenza di un'evoluzione personale. Al pubblico serve un'azione, una successione di scene drammatiche. Quale soggetto poteva offrircene di più strazianti?
Nanà non è soltanto una creatura senza moralità, una donna perduta dai suoi vizi; è anche la personificazione del decadimento di una società. Non si vede forse Nanà passare attraverso tutte le classi, passare dal mondo delle quinte al mondo di corte, passare dal ballo Mabille a una residenza principesca? Figura pericolosa e distruttrice, ma mai convenzionale, ritagliata ed eretta direttamente dalla vita; è questo aspetto umano che ci ha colpiti, ed è questo che abbiamo voluto mostrare. Era facile fare di Nanà una "vamp" alla moda; noi non l'abbiamo voluto. Abbiamo lasciato Nanà alla sua epoca, nel suo ambiente, ma l'abbiamo dipinta come un'incosciente, come una ragazza crudele, che vive solo delle rovine accumulate da lei e intorno a lei. Abbiamo modificato la fine; ella muore perseguitata dalle furie, in prede a tutti i suoi rimorsi, a tutti i terrori nati da una vita di menzogne e di crudeltà».

## Ambientazione
«A proposito del Secondo Impero ci hanno chiesto: Perché avete scelto quest'epoca rococò?
È proprio per il fatto che si tratta di un'epoca rococò che essa ci ha interessati e sedotti. In primo luogo non è del tutto brutta, quest'epoca ha una sua raffinatezza, è piacevole; e poi è vicina a noi, cosa che facilita le ricerche nelle biblioteche, nei musei e anche nei vecchi album di famiglia. Ci è stato rimproverato di aver usato dei mobili stravaganti, di averne inventati per esigenze di scena. Il letto di Nanà è stato scritto, non era reale, non si era mai visto un tale capolavoro di cattivo gusto. Ahimè! Esiste e noi l'abbiamo scoperto in un negozio d'antiquariato. Certo, a tratti abbiamo spinto il quadro fino alla caricatura ma ci sembrava che si poteva far nascere qualche sorriso in mezzo al più crudele, al più patetico dramma umano in cui si vede andare a fondo a fianco di una donna e insieme a lei un'intera epoca, un intero regime».